# آهاوس

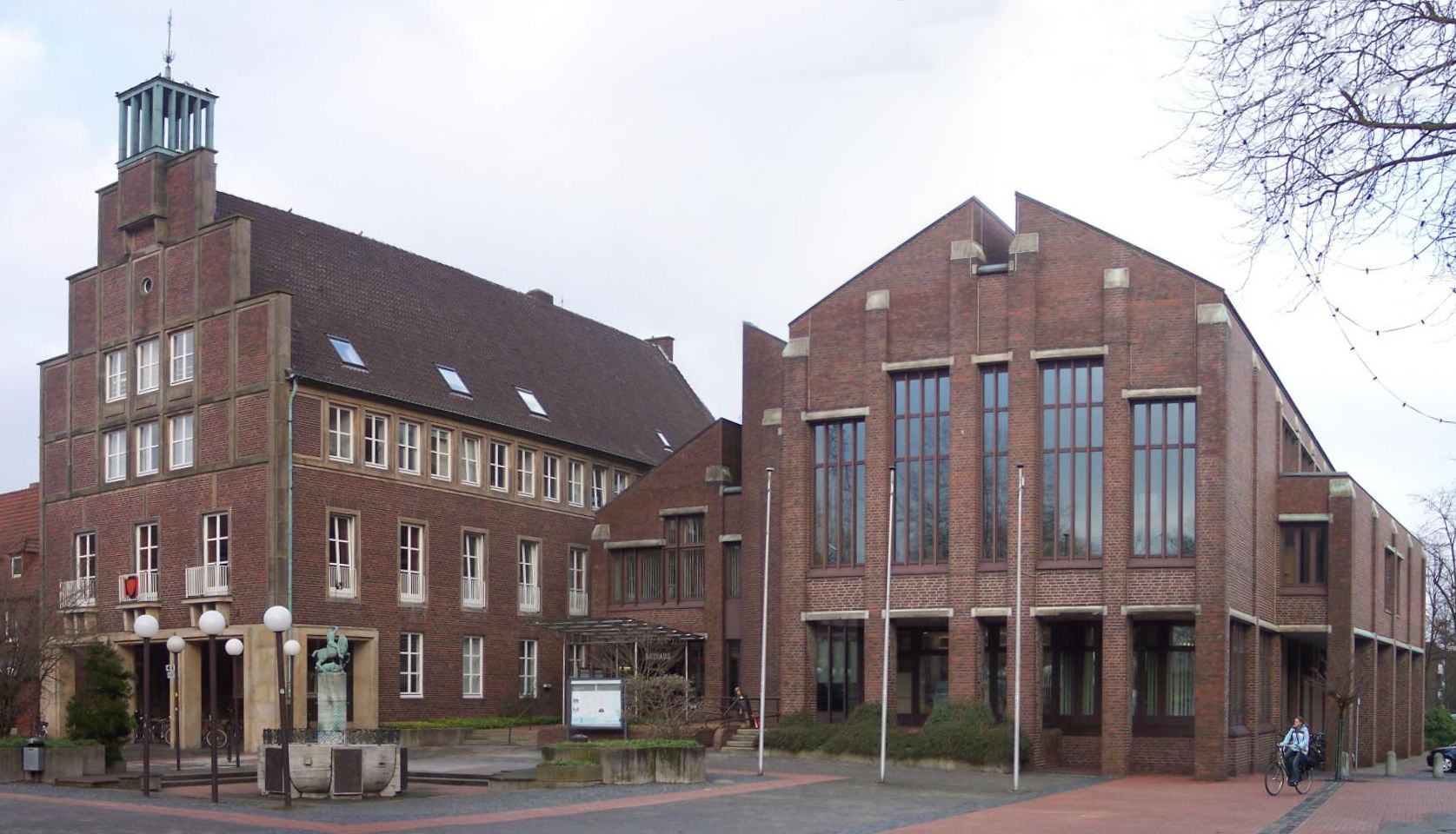
ساختمان شهرداری آهاوس

نشان شهر آهاوس آلمان

آهاوس (Ahaus) شهری است در ایالت نوردراین-وستفالن آلمان.